# Paul Schützenberger
Paul Schützenberger, född 23 december 1827 i Strasbourg, död 26 juni 1897 i Mézy-sur-Seine, var en fransk kemist. 
Schützenberger blev först professor i Mulhouse och kom därefter till Collège de France i Paris, där han 1876 blev professor och 1884 medlem av medicinska akademien. Han utförde en lång rad framstående arbeten inom organisk och fysiologisk kemi samt skrev en del mycket använda böcker, däribland Les fermentations (1875, sjätte upplagan 1896) och Traité de chimie générale (fyra band, 1879–84).